# Tujsk
Tujsk (niem. Tiegenort) – wieś w Polsce położona w województwie pomorskim, w powiecie nowodworskim, w gminie Stegna na obszarze Żuław Wiślanych. Wieś jest siedzibą sołectwa Tujsk w którego skład wchodziła do 17-05-2011 roku również miejscowość Nowotna. Tujsk leży przy drodze wojewódzkiej nr 502 oraz na szlaku kolei wąskotorowej do Stegny i Nowego Dworu Gdańskiego (Żuławska Kolej Dojazdowa).

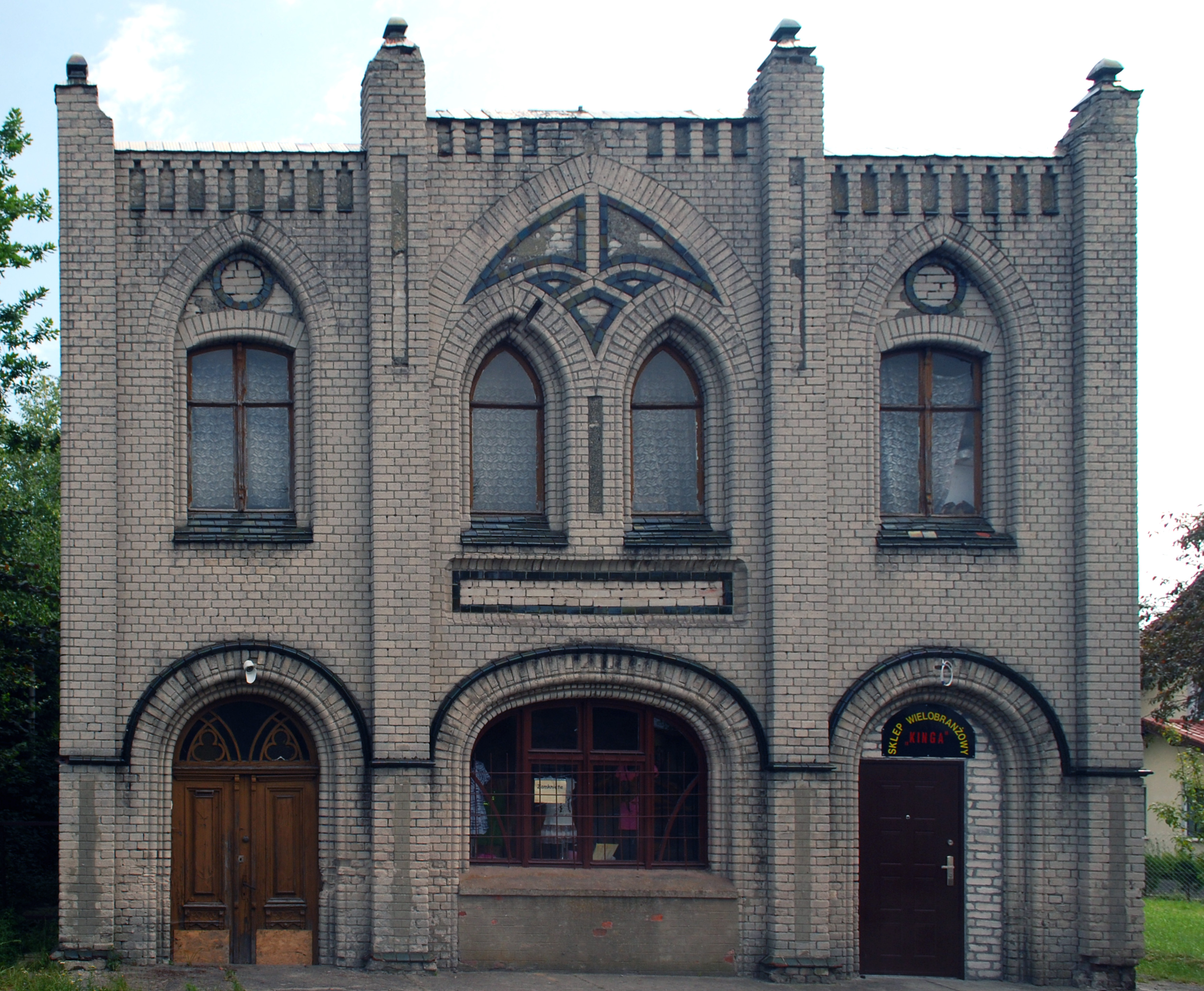
Dawny kościół mennonicki w Tujsku

Wieś należąca do Szkarpawy terytorium miasta Gdańska położona była w drugiej połowie XVI wieku w województwie pomorskim.
Wśród mieszkańców byli mennonici.
W latach 1975–1998 miejscowość administracyjnie należała do województwa elbląskiego.